# Stade Fausto Flores Lagos
 (mars 2025).
L'Estadio Fausto Flores Lagos est un stade de football situé à Choluteca au Honduras.